# Olli-Pekka Heinonen
Olli-Pekka Heinonen (ur. 25 czerwca 1964 w Eurajoki) – fiński polityk, poseł do Eduskunty, w latach 1994–1999 minister edukacji, od 1999 do 2000 minister transportu, następnie do 2002 minister transportu i łączności.

## Życiorys
W połowie lat 80. pracował jako nauczyciel w rodzinnej miejscowości. W 1990 ukończył studia prawnicze na Uniwersytecie Helsińskim. Zaangażował się w działalność polityczną w ramach Partii Koalicji Narodowej. W latach 1990–1991 zatrudniony w jej grupie parlamentarnej, a następnie jako asystent ministra edukacji. Od lutego 1994 do kwietnia 1999 pełnił funkcję ministra edukacji w rządach Eska Aha i Paava Lipponena. W międzyczasie w 1995 i 1999 uzyskiwał mandat posła do Eduskunty. W kwietniu 1999 w drugim gabinecie Paava Lipponena został ministrem transportu, od września 2000 był ministrem transportu i łączności. W styczniu 2000 odszedł z rządu i z parlamentu.
W latach 2002–2012 zajmował dyrektorskie stanowiska w Yleisradio. Później był sekretarzem stanu, początkowo przy premierze, a od 2015 przy kilku ministrach. W 2016 mianowany dyrektorem generalnym Opetushallitus, fińskiej rady edukacji. W 2021 powołany na stanowisko dyrektora generalnego International Baccalaureate (od maja tegoż roku).